# Rubén Rodríguez (beisbolista)
Rubén Darío Rodríguez Martínez (Cabrera, 4 de agosto de 1964) es un ex receptor dominicano que jugó en las Grandes Ligas de Béisbol. Fue firmado por Pittsburgh Pirates como amateur en 1981 y después de pasar casi cinco temporadas en las ligas menores de los Piratas, debutó en Grandes Ligas en 1986. Antes de retirarse fue canjeado a los Milwaukee Brewers por Lou Thornton. Terminó su carrera en las mayores con promedio de .125, 1 hit, 1 triple, 1 carrera impulsada, 1 anotada, 3 ponches en 4 juegos y 8 turnos al bate.